# 토니 히버트
앤서니 제임스 "토니" 히버트(Anthony James "Tony" Hibbert, 1981년 2월 20일, 잉글랜드 리버풀 ~ )는 잉글랜드 출신의 전 축구 선수로 , 그는 모든 선수 생활을 에버턴에서 보냈다. 그가 처음 축구선수 생활을 시작했을 때의 포지션은 미드필더였으나, 나중에는 주로 라이트 백으로 활약하였다.
에버턴 유소년 팀에서 선수 생활을 시작한 그는 2001년에 프로에 데뷔했으나, 2005-2006 시즌에는 탈장증세로 인해, 2006-2007 시즌에는 크립토스포리디움증에 걸려 시즌을 온전하게 소화해내지 못했다. 그 후 부상에서 회복해 2007-2008 시즌부터 경기에 정규출장 하고 있다.

## 같이 보기
- 원클럽맨 명단